# Leptogenys unistimulosa
Leptogenys unistimulosa es una especie de hormiga del género Leptogenys, subfamilia Ponerinae.

## Taxonomía
Esta especie fue descrita científicamente por Roger en 1863.